# Luca Forte (pittore)
Luca Forte (Napoli, 1600/1605 – 1670) è stato un pittore italiano.

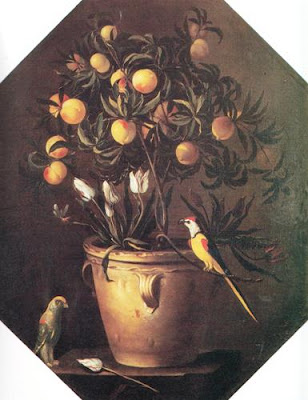
Vaso con fiori

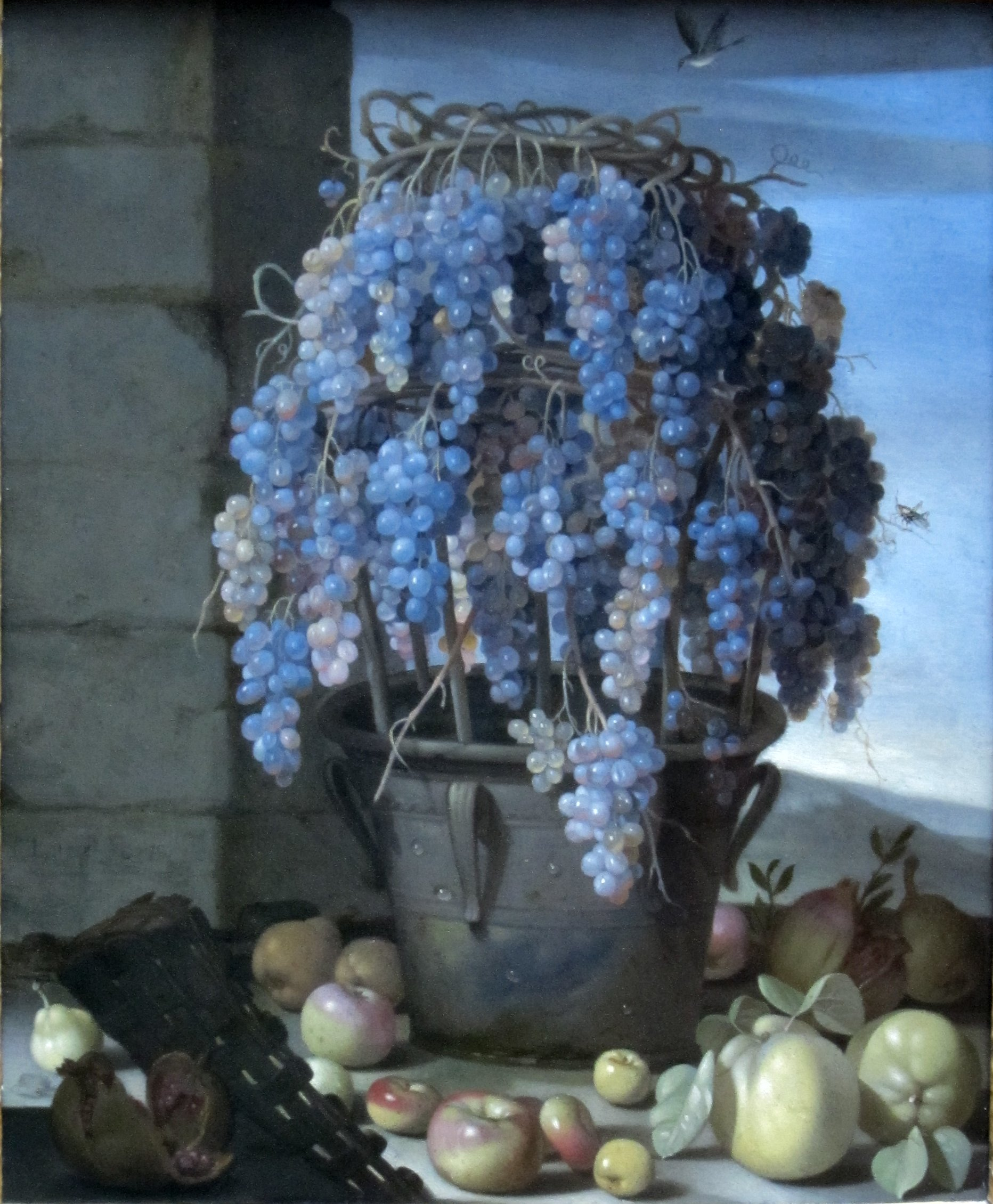
Natura morta con uva ed altri frutti, Getty Center

Le sue nature morte, inizialmente di ispirazione caravaggesca, progressivamente assunsero uno stile più autonomo sotto l'influsso della pittura spagnola.
Sue opere sono conservate in vari musei quali la Galleria Corsini di Roma, il Museo di Capodimonte di Napoli, la collezione Francesco Molinari Pradelli di Bologna.

## Biografia
Pittore attivo a Napoli nella prima metà del XVII secolo, fece parte della bottega di Aniello Falcone a cui fece da testimone alle nozze con la figlia del pittore Filippo Vitale, Orsola, nel 1639. Si affermò come pittore di "nature morte" con crescente successo ed importanti committenti quali don Giuseppe Carafa ed Antonio Ruffo.
A ciò si aggiungano alcune citazioni in inventari sei-settecenteschi che ricordano opere di Luca Forte presso gli Spinelli di Tarsia, i Ruffo di Calabria e i Van den Eynde.
Poche le notizie sulla sua vita, i documenti che lo riguardano sono scarsi e controversi. Luca Forte è citato dal cardinale Filomarino tra i testimoni illustri, insieme a Francesco Fracanzano ed Agostino Beltrano, di un avvenimento miracoloso avvenuto il 18 maggio 1653 nella Chiesa del Gesù quando l'immagine di San Francesco Saverio "sudò ed impallidì".
Morì nel 1670.

## Opere
Natura morta con tuberosa e coppa di cristallo (siglata) - Galleria Corsini di Roma
Natura morta con fiori e frutta  (firmata) - Ringling College of Art and Design di Sarasota
Natura morta di frutta e fiori (firmata) - Collezione Molinari Pradelli
Natura morta - Collezione C. Humphris di Londra
Natura morta - Museo di Capodimonte di Napoli
Natura morta - Museo regionale Agostino Pepoli di Trapani
Natura morta - Pinacoteca Nazionale di Bologna
Natura morta con uva ed altri frutti - Getty Museum di Los Angeles, Ca.

## Mostre
La pittura a Napoli da Caravaggio a Luca Giordano, Palazzo Reale di Torino, settembre-novembre 1983